# Habenaria hannae
Habenaria hannae är en orkidéart som beskrevs av Dariusz Lucjan Szlachetko. Habenaria hannae ingår i släktet Habenaria och familjen orkidéer.
Artens utbredningsområde är Kongo-Kinshasa. Inga underarter finns listade i Catalogue of Life.